# Floridonus taxodii
Floridonus taxodii är en insektsart som beskrevs av Sanders och Delong 1923. Floridonus taxodii ingår i släktet Floridonus och familjen dvärgstritar. Inga underarter finns listade i Catalogue of Life.